# Örkelljunga kommun
Örkelljunga kommun är en kommun i Skåne län. Centralort är Örkelljunga.
Örkelljunga kommun utgör en kuperad skogskommun rik på sjöar och myrmarker, där större myrar som Flåssmyr och Stensmyr präglar de nordvästra delarna. Den gnejsdominerade berggrunden täcks av näringsfattig morän och isälvsavlagringar, vilket formar ett landskap där barrskogar dominerar. Jordbruk bedrivs på små och spridda områden runt om i kommunen. Industri- och handelstraditionen är stark, där tillverkningsindustrin svarade för 24 procent av sysselsättningen i början av 2020-talet. Även om handelssektorn har sett viss stagnation, fortsätter centralorten vara en viktig handels- och serviceort. 
Befolkningstrenden har övervägande varit positiv sedan kommunens bildande 1971. Socialdemokraterna har dominerat valresultaten, men kommunpolitiken har främst präglats av de borgerliga partierna sedan åtminstone 1994.

## Administrativ historik
Kommunens område motsvarar socknarna Rya, Skånes-Fagerhult och Örkelljunga, alla i Norra Åsbo härad. I dessa socknar bildades vid kommunreformen 1862 landskommuner med motsvarande namn. 
Örkelljunga municipalsamhälle inrättades 4 augusti 1911 och upplöstes vid utgången av 1952.
Vid kommunreformen 1952 uppgick Rya landskommun i Örkelljunga landskommun.
Örkelljunga kommun bildades vid kommunreformen 1971 av Örkelljunga och Skånes-Fagerhults landskommuner.
Kommunen ingick från bildandet till 1974 i Norra Åsbo domsaga, från 1974 till 2001 i Klippans domsaga och kommunen ingår sedan 2001 i Helsingborgs domsaga.

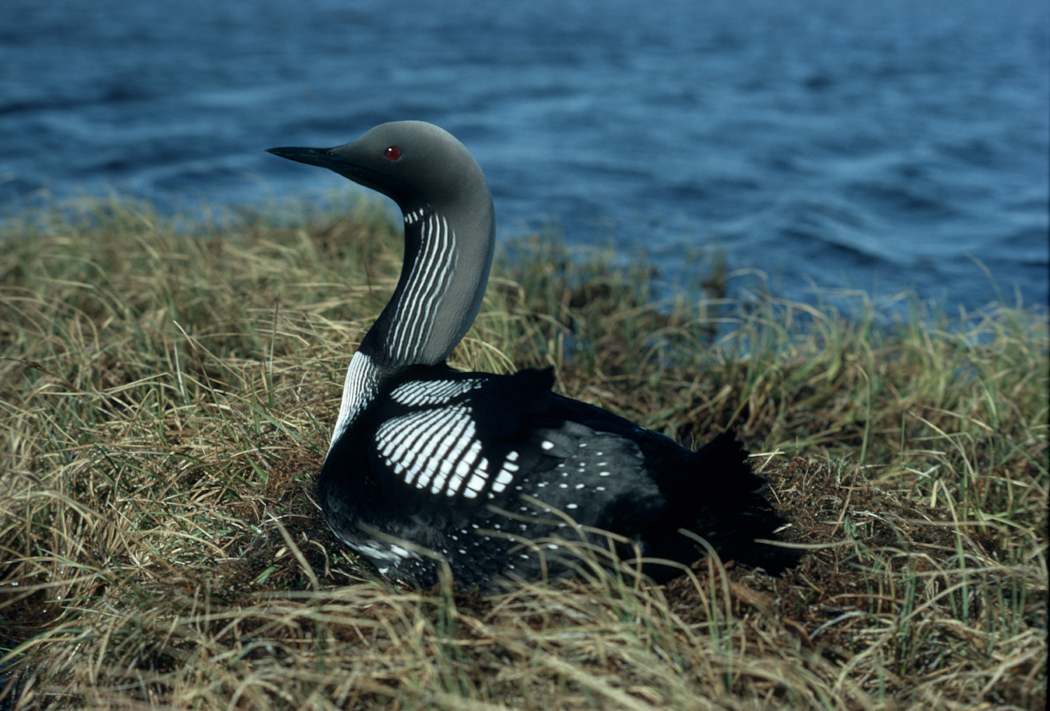
Storlomen är Örkelljungas kommunfågel.

## Geografi
Örkelljunga kommun ligger i nordvästra delen av Skåne, vid gränsen till Halland och Småland. Kommunen gränsar i nordväst till Laholms kommun i Halland, i norr till Markaryds kommun i Småland, i öst till Hässleholms kommun, i sydöst till Perstorps kommun, i syd till Klippans kommun samt i väst till Ängelholms kommun.

### Topografi och hydrografi
Örkelljunga kommun utgör en kuperad skogskommun rik på sjöar och myrmarker. I nordvästra delarna ligger de större myrarna Flåssmyr och Stensmyr. I Fagerhultasjön och Fedingesjön finns abborre, brax, gädda, karp, mört och ål. Pinnån har både in- och utflöde från Hjälmsjön som är en typisk sjö för området. Den har ett flertal djuphålor på nio meter.
Den gnejsdominerade berggrunden är täckt av näringsfattig morän, genomdränkt av isälvsavlagringar. Moränen präglas främst av barrskog, med inslag av bokskog i den södra delen av kommunen. Jordbruk bedrivs på små och spridda odlingsområden runt om i kommunen. Den nordvästra delen av kommunen domineras av urbergshorsten Hallandsåsens östsluttning och en platåartad överyta. Denna geologiska karaktär bidrar till kommunens varierade och natursköna landskap.
Nedan presenteras andelen av den totala ytan 2020 i kommunen jämfört med riket.
|  | Bebyggelse (8,1 %) |

|  | Skog (74,9 %) |

|  | Öppen myrmark (2,3 %) |

|  | Jordbruksmark (8,3 %) |

|  | Övrig mark (6,4 %) |

|  | Bebyggelse (3,1 %) |

|  | Skog (68,0 %) |

|  | Öppen myrmark (7,2 %) |

|  | Jordbruksmark (7,4 %) |

|  | Övrig mark (14,3 %) |

### Naturskydd
Ungefär 0,1 procent (0,1 procent av landytan) av Örkelljunga kommuns areal hade år 2019 skydd i form av naturreservat, naturvårdsområden, naturminnen och biotopskydd. Detta motsvarade 19 hektar.
År 2024 fanns inga naturreservat i Örkelljunga kommun.

### Administrativ indelning
Fram till 2016 var kommunen för befolkningsrapportering indelad i tre församlingar – Rya församling, Skånes-Fagerhults församling och Örkelljunga församling.

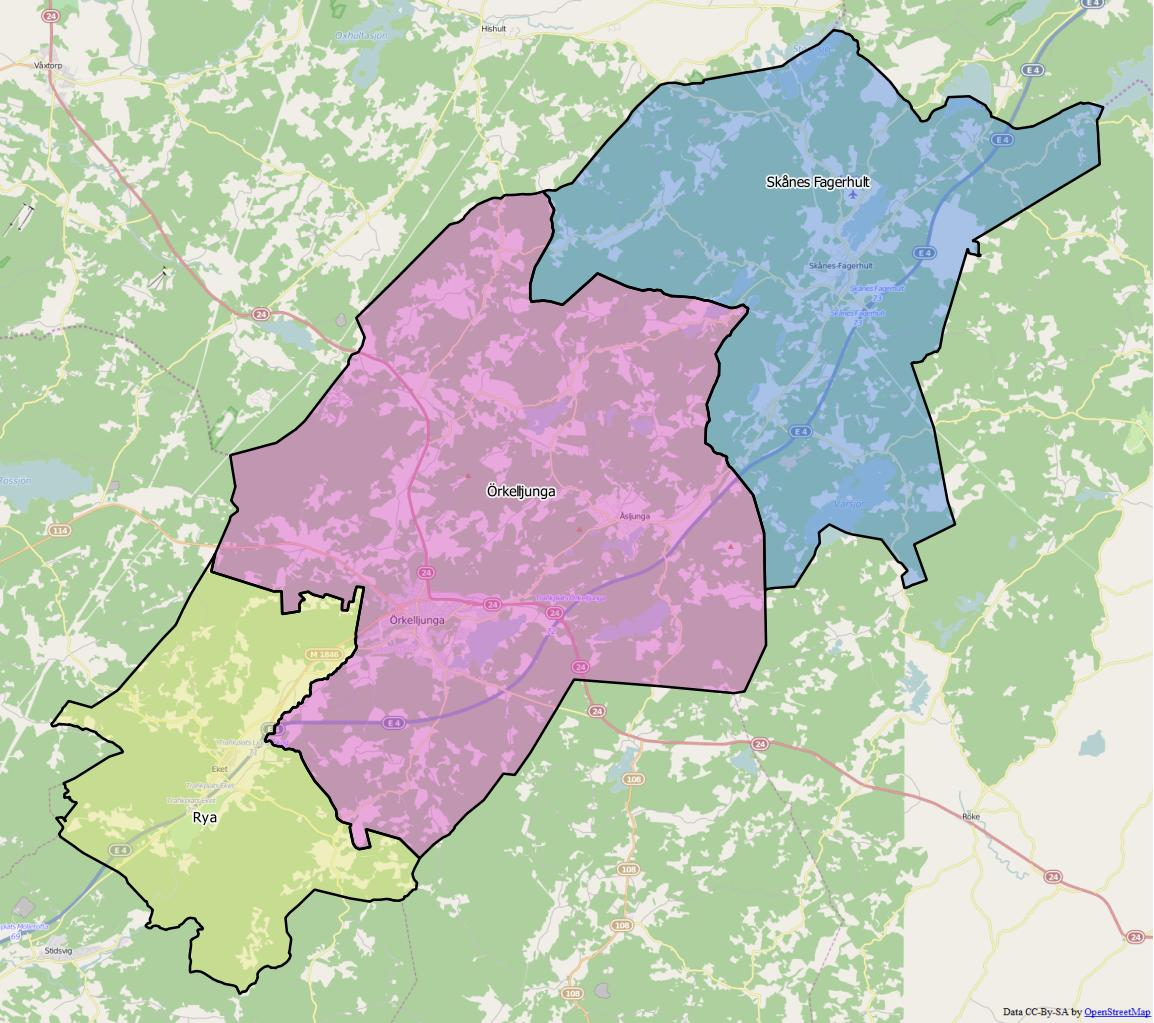
Distrikt (socknar) inom Örkelljunga kommun

Från 2016 indelas kommunen istället i tre  distrikt, vilka motsvarar de tidigare socknarna – Rya, Skånes Fagerhult och Örkelljunga.
År 2015 fanns fortfarande samma församlingar än i årsskiftet 1999/2000, vilket distriktsindelningen är baserad på.

### Tätorter
Det finns fyra tätorter i Örkelljunga kommun. I tabellen presenteras tätorterna i storleksordning efter befolkning 2015.
| Nr |
| -- |
| 1  |
| 2  |
| 3  |
| 4  |

| Tätort           | Befolkning |
| ---------------- | ---------- |
| Örkelljunga      | 5193       |
| Skånes-Fagerhult | 891        |
| Åsljunga         | 738        |
| Eket             | 412        |

## Styre och politik

### Styre
| År        | Partier | Partier | Partier | Partier | Partier | Partier |
| --------- | ------- | ------- | ------- | ------- | ------- | ------- |
| 1994-1998 | M       | C       | KD      | FP      |         |         |
| 1998-2002 | M       | KD      | C       | FP      |         |         |
| 2002-2006 | M       | KD      | C       | SPI     |         |         |
| 2006-2010 | M       | KD      | C       | SPI     |         |         |
| 2010-2014 | M       | KD      | C       | FP      | SPI     |         |
| 2014-2018 | M       | KD      | C       | FP      |         |         |
| 2018-2022 | M       | KD      | C       |         |         |         |
| 2022-     | SD      | M       |         |         |         |         |

### Kommunfullmäktige

#### Presidium
| Presidium 2022–2026    | Presidium 2022–2026 | Presidium 2022–2026   |
| ---------------------- | ------------------- | --------------------- |
| Ordförande             | M                   | Kristofer Nennestam   |
| Förste vice ordförande | SD                  | Mikael Eskilandersson |
| Andre vice ordförande  | C                   | Tomas Nilsson         |

Källa:

#### Lista över kommunfullmäktiges ordförande
| Namn | Namn               | Från | Till | Politisk tillhörighet |
| ---- | ------------------ | ---- | ---- | --------------------- |
|      | Henrik Hammar      | 2010 | 2014 | Moderaterna           |
|      | Magnus Håkansson   | 2014 | 2022 | Kristdemokraterna     |
|      | Kristofer Nennstam | 2022 |      | Moderaterna           |

#### Mandatfördelning 1970–2022
| 13 | 12 | 6 | 3 | 11 |

| 43 |

| 12 | 15 | 5 | 3 | 10 |

| 41 |

| 11 | 2 | 14 | 4 | 3 | 11 |

| 39 |

| 12 |  | 12 | 5 | 3 | 12 |

| 35 | 10 |

| 14 | 2 | 10 | 3 | 3 | 13 |

| 38 | 7 |

| 13 |  | 2 | 8 | 5 | 3 | 13 |

| 31 | 14 |

| 12 | 2 | 3 | 9 | 4 | 3 | 12 |

| 35 | 10 |

| 9 | 2 | 2 | 8 | 4 | 5 | 15 |

| 35 | 10 |

| 15 | 3 | 8 | 2 | 4 | 13 |

| 33 | 12 |

| 2 | 12 | 3 | 6 | 3 | 7 | 12 |

| 33 | 12 |

|  | 14 |  | 5 | 7 | 7 | 10 |

| 31 | 14 |

| 14 | 2 | 3 | 5 | 3 | 5 | 13 |

| 32 | 13 |

| 11 |  | 3 |  | 5 | 4 | 4 | 4 | 12 |

| 31 |  | 13 |

| 11 | 2 |  | 10 | 3 | 2 | 4 | 8 |

| 29 | 12 |

| 8 |  | 12 | 3 | 4 | 9 |

| 27 | 10 |

| 8 | 14 | 3 | 5 | 7 |

| 26 | 11 |

### Nämnder

#### Kommunstyrelse
| Presidium 2022–2026    | Presidium 2022–2026 | Presidium 2022–2026 |
| ---------------------- | ------------------- | ------------------- |
| Ordförande             | SD                  | Niclas Bengtsson    |
| Förste vice ordförande | M                   | Henrik Nilsson      |
| Andre vice ordförande  | S                   | Arne Silfvergren    |

Källa:

#### Lista över kommunstyrelsens ordförande
- Jan Erik Einarsson, Moderaterna, 1994–31 december 2006
- Carina Zachau, Moderaterna, 1 januari 2007–31 december 2018
- Christian Larsson, Moderaterna, 1 januari 2019–31 december 2022[19]
- Niclas Bengtsson, Sverigedemokraterna, 1 januari 2023–[20]

Denna lista hämtas från Wikidata. Informationen kan ändras där.

#### Övriga nämnder
| Nämnd                                  | Ordförande | Ordförande            | Vice ordförande | Vice ordförande     | Andre vice ordförande | Andre vice ordförande |
| -------------------------------------- | ---------- | --------------------- | --------------- | ------------------- | --------------------- | --------------------- |
| Krisledningsnämnden                    | SD         | Niclas Bengtsson      | M               | Henrik Nilsson      |                       |                       |
| Kultur- och samhällsutvecklingsnämnden | M          | Theresa Rosbäck       | SD              | Ida Blomberg        | S                     | Gunilla Edman         |
| Socialnämnden                          | SD         | Stefan Svensson       | M               | Kristofer Nennestam | S                     | Gunilla Danielsson    |
| Utbildningsnämnden                     | SD         | Anneli Eskilandersson | M               | Annika Jönsson      | S                     | Gunilla Edman         |
| Valnämnden                             | SD         | Håkan Wallin          | M               | Bengt Svensson      |                       |                       |
| Överförmyndarnämnden                   | M          | Kenneth Jacobsson     | SD              | Lennart Anderberg   |                       |                       |

Källa:

## Ekonomi och infrastruktur

### Näringsliv
Örkelljunga kommun har en gedigen industri- och handelstradition, där tillverkningsindustrin I början av 2020-talet svarade för 24 procent av sysselsättningen. Centralorten huserar K B Components AB, specialiserat på tillverkning av industriplastartiklar samt elmaterial. Inom sektorn finns även mindre företag som bageriet Gille i Åsljunga, Ekets Mekaniska AB (finmekanisk industri) i Eket och Åsljunga-Pallen AB (lastpallar) i Vemmentorp.
Även om handelssektorn har uppvisat en viss stagnation under senare år, fortsätter centralorten att vara en betydande handels- och serviceort. Kommunen rymmer även flera kursgårdar och behandlingshem, vilket breddar dess ekonomiska och samhälleliga mångfald.

### Infrastruktur

#### Transporter
Riksväg 24 och motorvägen E4:an genomkorsar kommunen med direktinfarter till kommunens samtliga tätorter.

## Befolkning

### Demografi

#### Befolkningsutveckling
Kommunen har 10 277 invånare (31 december 2024), vilket placerar den på 211:e plats avseende folkmängd bland Sveriges kommuner.
| Befolkningsutvecklingen i Örkelljunga kommun 1970–2020 | Befolkningsutvecklingen i Örkelljunga kommun 1970–2020 | Befolkningsutvecklingen i Örkelljunga kommun 1970–2020 | Befolkningsutvecklingen i Örkelljunga kommun 1970–2020 | Befolkningsutvecklingen i Örkelljunga kommun 1970–2020 |
| ------------------------------------------------------ | ------------------------------------------------------ | ------------------------------------------------------ | ------------------------------------------------------ | ------------------------------------------------------ |
|                                                        |                                                        |                                                        |                                                        |                                                        |
| År                                                     |                                                        |                                                        | Folkmängd                                              |                                                        |
| 1970                                                   | 1970                                                   |                                                        | 8 731                                                  |                                                        |
| 1975                                                   | 1975                                                   |                                                        | 8 843                                                  |                                                        |
| 1980                                                   | 1980                                                   |                                                        | 9 306                                                  |                                                        |
| 1985                                                   | 1985                                                   |                                                        | 9 294                                                  |                                                        |
| 1990                                                   | 1990                                                   |                                                        | 9 661                                                  |                                                        |
| 1995                                                   | 1995                                                   |                                                        | 9 650                                                  |                                                        |
| 2000                                                   | 2000                                                   |                                                        | 9 428                                                  |                                                        |
| 2005                                                   | 2005                                                   |                                                        | 9 553                                                  |                                                        |
| 2010                                                   | 2010                                                   |                                                        | 9 631                                                  |                                                        |
| 2015                                                   | 2015                                                   |                                                        | 9 831                                                  |                                                        |
| 2020                                                   | 2020                                                   |                                                        | 10 451                                                 |                                                        |

## Kultur

### Kulturarv
Öster om Hjälmsjön finns två fossila åkrar som bland annat består av ett 20-tal röjningsrösen. Öster om Fagerhultasjön finns lämningar av boplatser samt en gårdstomt. Bland större lämningar finns Rya kyrkoruin, byggd kring sekelskiftet 1100-talet till 1200-talet, och Örkelljunga skansar, vilka är lämningar efter ett befäst läger som uppfördes på 1600-talet av Gustaf Otto Stenbock.

### Kommunvapen
Blasonering: I blått fält en balkvis ställd störtad kyrkklocka av silver över en av vågskura bildad stam av silver.
Ingen av de två enheter som 1971 lades samman för att bilda Örkelljunga kommun hade något vapen. Kommunen lät Riksarkivet utarbeta ett förslag. Motivet kommer från en sägen om en kyrkklocka som sjunkit i Prästsjön och som enligt sägnen ännu kan höras ur sjöns djup. Se Fante Håla.